# Tadeusz Chromik

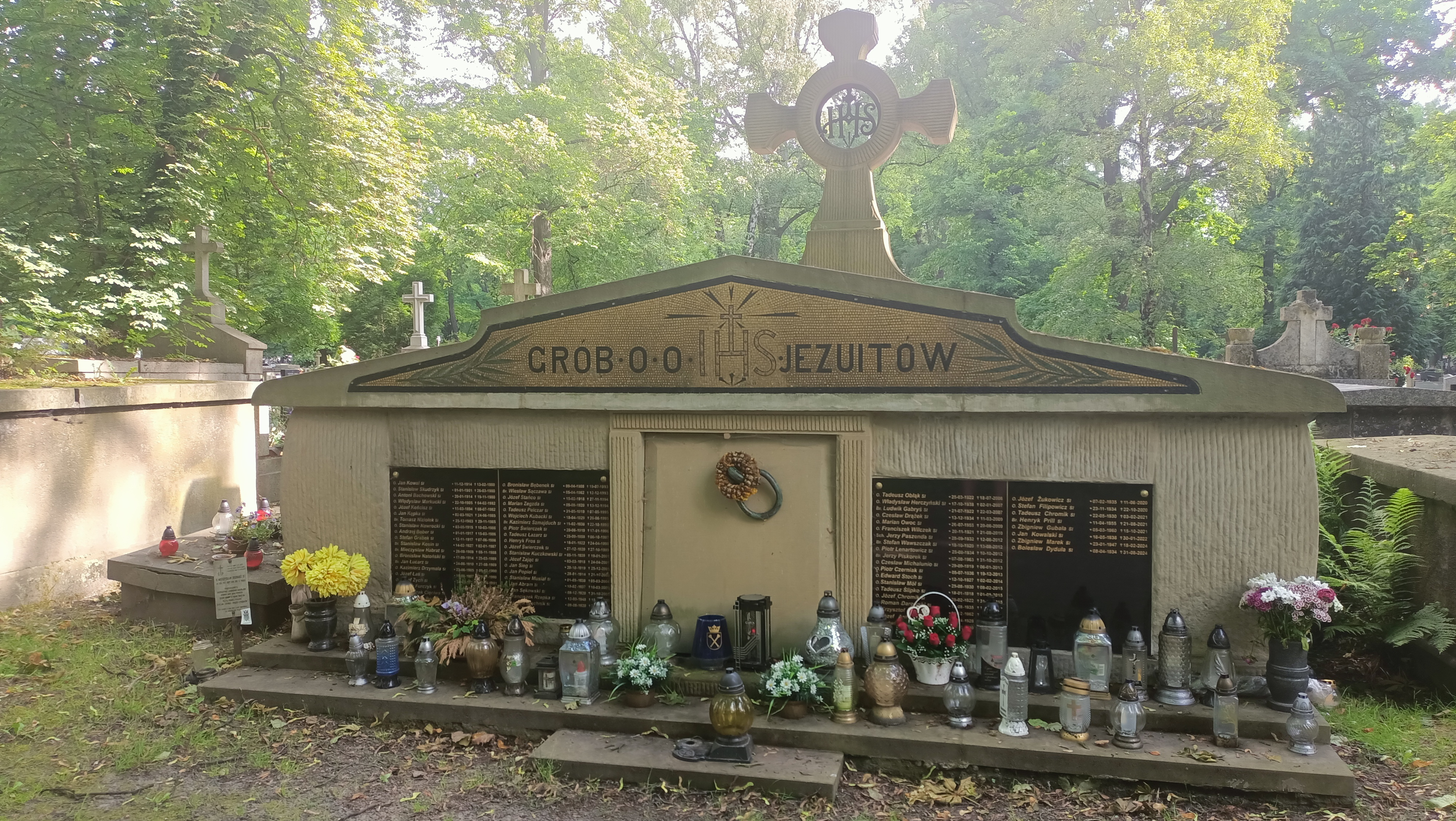
Grobowiec Ojców Jeuitów w tym Tadeusza Chromika na Cmentarzu Rakowikim w Krakowie

Tadeusz Chromik (ur. 22 maja 1930 w Draganówce, zm. 3 lutego 2021 w Krakowie) – polski jezuita, współautor wielu katechizmów i materiałów katechetycznych, długoletni Dyrektor Krajowy Apostolstwa Modlitwy w Polsce, rekolekcjonista.

## Życiorys
Urodził się jako jedenaste dziecko w pobożnej rodzinie polskiej. Gdy miał trzy lata dwie jego siostry i brat byli już zakonnikami. Wtedy to zmarła mu matka, która przed śmiercią prosiła jego siostrę o modlitwę o łaskę powołania dla najmłodszych. Podczas II Wojny Światowej (10 lutego 1940) rodzina została wywieziona na Syberię. Mimo prób indoktrynacji ateistycznej władzy i pozbawiania Chromików nadziei na powrót do Ojczyzny, nie utracili oni wiary. Z wygnania powrócili w roku 1946. Kolejne czworo rodzeństwa obrało życie zakonne, i tak w tej wielodzietnej rodzinie siedmioro dzieci oddało się całkowicie Bogu i człowiekowi w Kościele.
Jeszcze na Syberii Tadeusz miał przed oczyma umierającą, zatrutą grzybami rodzinę, którą odwiedził z drugą swoją matką. Prosili oni o księdza, lecz nikt nie mógł spełnić ich życzenia. Wkrótce też druga jego matka zmarła na zapalenie płuc. Po wojnie, po tych doświadczeniach, Tadeusz, myśląc o swej przyszłości, zdecydował się pomagać ludziom „w przejściu do wieczności” i zostać zakonnikiem. Już wtedy zetknął się z kultem Serca Jezusowego, dzięki swej opiekunce z Opola, „pani Halinie”, i jezuitom, którzy przyjęli go do Apostolstwa Modlitwy.
Chromik wstąpił do Towarzystwa Jezusowego 30 lipca 1949 w Starej Wsi koło Brzozowa. Studiował filozofię i teologię, po czym został wyświęcony na kapłana 29 czerwca 1959 w Warszawie. Jego dewizą-odkryciem stały się słowa: „Modlitwa – to nie sprawa czasu, ale miłości”. Młody kapłan entuzjastycznie przeżywał II Sobór Watykański. Zaangażował się w grupę księdza Jana Charytańskiego, której celem było opracowanie materiałów do nauczania religii. Pod jego kierunkiem zrobił na ATK doktorat z katechetyki.
Po ukończeniu studiów katechetycznych był wykładowcą „multimediów” (wówczas środków audiowizualnych) na ATK w Warszawie. Jako członek Centrum Katechetycznego był współautorem wielu wydań katechizmów. Piastował także funkcję przełożonego wspólnoty zakonnej w Wambierzycach (1984–1990). W 1991 został współpracownikiem Posłańca Serca Jezusowego, a następnie Dyrektorem Krajowym Apostolstwa Modlitwy. W 2006 założył biuletyn AM Modlitwa i Służba. Chromik jest cenionym rekolekcjonistą w kraju i poza granicami.

## Twórczość
Jest współautorem wielu różnych wydań katechizmów, m.in.:
- Katechizm religii katolickiej. 1: W Chrystusie jesteśmy Ludem Bożym. Warszawa, Wyd. Sióstr Loretanek, 1980.
- Katechizm religii katolickiej. 2: Chrystus żyje wśród nas. Warszawa, Wyd. Sióstr Loretanek, 1980.
- Katechizm religii katolickiej. 3: Z Chrystusem idziemy przez życie. Warszawa, Wyd. Sióstr Loretanek, 1981.
- Katechizm religii katolickiej. 4: Z Chrystusem przetwarzamy świat. Warszawa, Wyd. Sióstr Loretanek, 1981.

Jest także współautorem różnych wydań podręczników metodycznych, m.in.:
- Spotkania z Chrystusem. Materiały katechetyczne dla ucznia I klasy szkół ponadpodstawowych. Kraków, Wyd. WAM, 1996.
- Spotkania z Bogiem w Kościele. Materiały katechetyczne dla ucznia II klasy szkół ponadpodstawowych. Kraków, Wyd. WAM, 1994.

Chromik jest autorem książeczek ascetycznych, m.in.:
- Godzina święta. Nabożeństwa eucharystyczne. Kraków 2007.